# Mécanique navale
La mécanique navale traite les différents types de propulsion des navires, des machines auxiliaires, la production de vapeur et d'électricité ,la production d'eau douce,
Le système de refroidissement du moteur marin, et le système de lubrification, les systèmes HVAC  et l'entretien en mécanique navale.